# گروسهانسدورف
گروسهانسدورف (به آلمانی: Großhansdorf) یک شهر در آلمان است که در Stormarn واقع شده‌است. گروسهانسدورف ۹٬۰۶۹ نفر جمعیت دارد.